# Élections municipales de 2013 dans Rouville
Pour un article plus général, voir Élections municipales de 2013 en Montérégie.
Cet article concerne les élections municipales de 2013 en Montérégie dans la municipalité régionale de comté de Rouville.

## Ange-Gardien
| Partis                         | Partis              | Candidats pour la mairie | Vote | %     |
| ------------------------------ | ------------------- | ------------------------ | ---- | ----- |
|                                | Indépendant         | Yvan Pinsonneault        | 630  | 51,26 |
|                                | Action Ange-Gardien | Odette Ménard            | 599  | 48,74 |
| Taux de participation : 64,9 % |                     |                          |      |       |

| Partis | Partis              | Candidats conseiller #1 | Vote | %     |
| ------ | ------------------- | ----------------------- | ---- | ----- |
|        | Indépendant         | Rhéal Grenier (Sortant) | 143  | 66,51 |
|        | Action Ange-Gardien | France Alix             | 72   | 33,49 |

| Partis | Partis              | Candidats conseiller #2    | Vote | %     |
| ------ | ------------------- | -------------------------- | ---- | ----- |
|        | Indépendant         | Éric Ménard                | 98   | 51,85 |
|        | Action Ange-Gardien | François Brisson           | 74   | 39,15 |
|        | Indépendant         | Larbi Benkaddour (Sortant) | 17   | 8,99  |

| Partis | Partis      | Candidats conseiller #3 | Vote | %     |
| ------ | ----------- | ----------------------- | ---- | ----- |
|        | Indépendant | Jonathan Alix           | 112  | 59,57 |
|        | Indépendant | Richard Brien           | 76   | 40,43 |

| Partis | Partis              | Candidats conseiller #4 | Vote | %     |
| ------ | ------------------- | ----------------------- | ---- | ----- |
|        | Indépendant         | Charles Choquette       | 145  | 72,14 |
|        | Action Ange-Gardien | Georges Villeneuve      | 56   | 27,86 |

| Partis | Partis              | Candidats conseiller #1  | Vote | %     |
| ------ | ------------------- | ------------------------ | ---- | ----- |
|        | Action Ange-Gardien | Mario Carrier            | 116  | 52,02 |
|        | Indépendant         | Manon Mercure (Sortante) | 107  | 47,98 |

| Partis | Partis              | Candidats conseiller #6 | Vote | %     |
| ------ | ------------------- | ----------------------- | ---- | ----- |
|        | Action Ange-Gardien | Benoit Pépin            | 127  | 60,19 |
|        | Indépendant         | Colette Barré           | 84   | 39,81 |

## Marieville
| Candidats pour la mairie       | Vote  | %     |
| ------------------------------ | ----- | ----- |
| Gilles Delorme                 | 1 670 | 54,17 |
| Sylvain Lapointe               | 1 413 | 45,83 |
| Taux de participation : 55,6 % |       |       |

| Candidats conseiller #1 | Vote | %     |
| ----------------------- | ---- | ----- |
| Caroline Gagnon         | 447  | 84,34 |
| Steve Anderson          | 83   | 15,66 |

| Candidats conseiller #2  | Vote            | %               |
| ------------------------ | --------------- | --------------- |
| Pierre St-Jean (Sortant) | Sans opposition | Sans opposition |

| Candidats conseiller #3 | Vote | %     |
| ----------------------- | ---- | ----- |
| Marc-André Sévigny      | 268  | 50,66 |
| Carole Bryant           | 153  | 28,92 |
| Denis Guertin           | 84   | 15,88 |
| Réjean Sabourin         | 24   | 4,54  |

| Candidats conseiller #4    | Vote | %     |
| -------------------------- | ---- | ----- |
| Monic Paquette             | 294  | 51,58 |
| Alexandre Brière (Sortant) | 276  | 48,42 |

| Candidats conseiller #5  | Vote            | %               |
| ------------------------ | --------------- | --------------- |
| Louis Bienvenu (Sortant) | Sans opposition | Sans opposition |

| Candidats conseiller #6  | Vote            | %               |
| ------------------------ | --------------- | --------------- |
| Gilbert Lefort (Sortant) | Sans opposition | Sans opposition |

## Richelieu
| Partis                         | Partis               | Candidats pour la mairie    | Vote  | %     |
| ------------------------------ | -------------------- | --------------------------- | ----- | ----- |
|                                | Coalition richeloise | Jacques Ladouceur (Sortant) | 1 002 | 61,93 |
|                                | Indépendant          | Roger Bernier               | 616   | 38,07 |
| Taux de participation : 39,0 % |                      |                             |       |       |

| Partis | Partis               | Candidats conseiller #1 | Vote | %     |
| ------ | -------------------- | ----------------------- | ---- | ----- |
|        | Coalition richeloise | David Pilon (Sortant)   | 232  | 63,56 |
|        | Indépendant          | Pierre Cardinal         | 133  | 36,44 |

| Partis | Partis               | Candidats conseiller #2 | Vote            | %               |
| ------ | -------------------- | ----------------------- | --------------- | --------------- |
|        | Coalition richeloise | Annie Baker (Sortant)   | Sans opposition | Sans opposition |

| Partis | Partis               | Candidats conseiller #3 | Vote            | %               |
| ------ | -------------------- | ----------------------- | --------------- | --------------- |
|        | Coalition richeloise | Claude Gauthier         | Sans opposition | Sans opposition |

| Partis | Partis               | Candidats conseiller #4 | Vote | %     |
| ------ | -------------------- | ----------------------- | ---- | ----- |
|        | Coalition richeloise | Julie Gonthier          | 96   | 61,15 |
|        | Indépendant          | Francis Vigeant         | 61   | 38,85 |

| Partis | Partis               | Candidats conseiller #5 | Vote | %     |
| ------ | -------------------- | ----------------------- | ---- | ----- |
|        | Indépendant          | Christian St-Laurent    | 178  | 57,05 |
|        | Coalition richeloise | Luc Bélanger (Sortant)  | 134  | 42,95 |

| Partis | Partis               | Candidats conseiller #6 | Vote | %     |
| ------ | -------------------- | ----------------------- | ---- | ----- |
|        | Indépendante         | Odette Renaud           | 191  | 59,13 |
|        | Coalition richeloise | Tania Ann Blanchette    | 132  | 40,87 |

- Élection partielle au poste de conseiller #2 le 17 juillet 2015[1]
  - Jo-Ann Quérel est élue au poste de conseiller #2[1]

| Partis | Partis               | Candidats conseiller #2 | Vote | %     |
| ------ | -------------------- | ----------------------- | ---- | ----- |
|        | Coalition richeloise | Jo-Ann Quérel           | 106  | 73,10 |
|        | Indépendant          | François Villeneuve     | 39   | 29,90 |

## Rougemont
| Candidats pour la mairie | Vote            | %               |
| ------------------------ | --------------- | --------------- |
| Alain Brière (Sortant)   | Sans opposition | Sans opposition |

| Candidats conseiller #1 | Vote            | %               |
| ----------------------- | --------------- | --------------- |
| Jeannot Alix (Sortant)  | Sans opposition | Sans opposition |

| Candidats conseiller #2     | Vote            | %               |
| --------------------------- | --------------- | --------------- |
| Michel Arseneault (Sortant) | Sans opposition | Sans opposition |

| Candidats conseiller #3 | Vote            | %               |
| ----------------------- | --------------- | --------------- |
| Eric Fortin             | Sans opposition | Sans opposition |

| Candidats conseiller #4 | Vote            | %               |
| ----------------------- | --------------- | --------------- |
| Mario Côté (Sortant)    | Sans opposition | Sans opposition |

| Candidats conseiller #5 | Vote            | %               |
| ----------------------- | --------------- | --------------- |
| Pierre Dion (Sortant)   | Sans opposition | Sans opposition |

| Candidats conseiller #6 | Vote            | %               |
| ----------------------- | --------------- | --------------- |
| Bruno Despots (Sortant) | Sans opposition | Sans opposition |

## Saint-Césaire
| Candidats pour la mairie | Vote            | %               |
| ------------------------ | --------------- | --------------- |
| Guy Benjamin (Sortant)   | Sans opposition | Sans opposition |

| Candidats conseiller #1 | Vote            | %               |
| ----------------------- | --------------- | --------------- |
| Jacques Auger (Sortant) | Sans opposition | Sans opposition |

| Candidats conseiller #2 | Vote            | %               |
| ----------------------- | --------------- | --------------- |
| Michel Denicourt        | Sans opposition | Sans opposition |

| Candidats conseiller #3   | Vote            | %               |
| ------------------------- | --------------- | --------------- |
| André Deschamps (Sortant) | Sans opposition | Sans opposition |

| Candidats conseiller #4      | Vote            | %               |
| ---------------------------- | --------------- | --------------- |
| Jean-Claude Fortin (Sortant) | Sans opposition | Sans opposition |

| Candidats conseiller #5 | Vote            | %               |
| ----------------------- | --------------- | --------------- |
| Michèle Massé           | Sans opposition | Sans opposition |

| Candidats conseiller #6 | Vote            | %               |
| ----------------------- | --------------- | --------------- |
| Denis Chagnon (Sortant) | Sans opposition | Sans opposition |

## Saint-Mathias-sur-Richelieu
| Partis                         | Partis                                                 | Candidats pour la mairie        | Vote  | %     |
| ------------------------------ | ------------------------------------------------------ | ------------------------------- | ----- | ----- |
|                                | Equipe Jocelyne G. Deswarte Ensemble pour nos Citoyens | Jocelyne G. Deswarte (Sortante) | 3 752 | 74,00 |
|                                | Regroupement Saint-Mathias                             | Yanik Maheu (Sortant)           | 521   | 32,20 |
| Taux de participation : 52,6 % |                                                        |                                 |       |       |

| Partis | Partis                                                 | Candidats conseiller #1 | Vote | %     |
| ------ | ------------------------------------------------------ | ----------------------- | ---- | ----- |
|        | Equipe Jocelyne G. Deswarte Ensemble pour nos Citoyens | Stéphane Faille         | 875  | 56,74 |
|        | Indépendant                                            | Gilles Handfield        | 667  | 43,26 |

| Partis | Partis                                                 | Candidats conseiller #2 | Vote  | %     |
| ------ | ------------------------------------------------------ | ----------------------- | ----- | ----- |
|        | Equipe Jocelyne G. Deswarte Ensemble pour nos Citoyens | Patrick Viens           | 1 020 | 64,23 |
|        | Regroupement Saint-Mathias                             | François Dagenais       | 568   | 35,77 |

| Partis | Partis                                                 | Candidats conseiller #3 | Vote | %     |
| ------ | ------------------------------------------------------ | ----------------------- | ---- | ----- |
|        | Equipe Jocelyne G. Deswarte Ensemble pour nos Citoyens | Réal Picotte            | 946  | 59,80 |
|        | Regroupement Saint-Mathias                             | Pierre Chassé (Sortant) | 636  | 40,20 |

| Partis | Partis                                                 | Candidats conseiller #4   | Vote | %     |
| ------ | ------------------------------------------------------ | ------------------------- | ---- | ----- |
|        | Equipe Jocelyne G. Deswarte Ensemble pour nos Citoyens | René Champagne            | 670  | 41,93 |
|        | Indépendant                                            | Michel Tetreault          | 499  | 31,23 |
|        | Regroupement Saint-Mathias                             | Patrick Saindon (Sortant) | 429  | 26,85 |

| Partis | Partis                                                 | Candidats conseiller #5 | Vote  | %     |
| ------ | ------------------------------------------------------ | ----------------------- | ----- | ----- |
|        | Equipe Jocelyne G. Deswarte Ensemble pour nos Citoyens | Marjolaine Godbout      | 1 052 | 66,29 |
|        | Regroupement Saint-Mathias                             | Claude Boucher          | 535   | 33,71 |

| Partis | Partis                                                 | Candidats conseiller #6 | Vote | %     |
| ------ | ------------------------------------------------------ | ----------------------- | ---- | ----- |
|        | Equipe Jocelyne G. Deswarte Ensemble pour nos Citoyens | Jean Rioux (Sortant)    | 993  | 62,89 |
|        | Regroupement Saint-Mathias                             | Martin Duchesne         | 586  | 37,11 |

## Saint-Paul-d'Abbotsford
| Candidats pour la mairie       | Vote | %     |
| ------------------------------ | ---- | ----- |
| Jacques Viens                  | 777  | 76,48 |
| Roger Paquette                 | 239  | 23,52 |
| Taux de participation : 46,6 % |      |       |

| Candidats conseiller #1 | Vote            | %               |
| ----------------------- | --------------- | --------------- |
| Robert Porlier          | Sans opposition | Sans opposition |

| Candidats conseiller #2 | Vote            | %               |
| ----------------------- | --------------- | --------------- |
| Réjean Guillet          | Sans opposition | Sans opposition |

| Candidats conseiller #3   | Vote            | %               |
| ------------------------- | --------------- | --------------- |
| Robert Marshall (Sortant) | Sans opposition | Sans opposition |

| Candidats conseiller #4    | Vote            | %               |
| -------------------------- | --------------- | --------------- |
| Pierre Pelletier (Sortant) | Sans opposition | Sans opposition |

| Candidats conseiller #3    | Vote            | %               |
| -------------------------- | --------------- | --------------- |
| Mario Larochelle (Sortant) | Sans opposition | Sans opposition |

| Candidats conseiller #6  | Vote | %     |
| ------------------------ | ---- | ----- |
| Sylvie Ménard (Sortante) | 661  | 64,24 |
| Jean-Marie Bergman       | 368  | 35,76 |

Élection partielle pour le poste de maire, conseiller #1, #5 et #5  le 24 juillet 2016
- Organisée en raison de la démission du maire Jacques Viens en mai 2016

| Candidats pour la mairie      | Vote | %    |
| ----------------------------- | ---- | ---- |
| Robert Vyncke                 | 509  | 51,1 |
| Mario Lachapelle              | 404  | 40,6 |
| Roger Paquette                | 55   | 5,5  |
| Taux de participation : n/d % |      |      |

| Candidats conseiller #1 | Vote | %    |
| ----------------------- | ---- | ---- |
| Mario Blanchard         | 388  | 39,0 |
| Jean-Marie Bergman      | 293  | 29,4 |
| Dany Forand             | 280  | 28,1 |

| Candidats conseiller #5 | Vote | %    |
| ----------------------- | ---- | ---- |
| Mélanie Duchesneau      | 438  | 44,0 |
| Josée Houle             | 298  | 29,9 |
| Alain Choquette         | 249  | 25,0 |

| Candidats conseiller #6 | Vote | %    |
| ----------------------- | ---- | ---- |
| Christian Riendeau      | 485  | 48,7 |
| Pierre Paré             | 308  | 30,9 |
| François Joevany Blaney | 175  | 17,6 |

## Sainte-Angèle-de-Monnoir
| Candidats pour la mairie       | Vote | %     |
| ------------------------------ | ---- | ----- |
| Michel Picotte (Sortant)       | 327  | 62,40 |
| Bernard Petit                  | 197  | 37,60 |
| Taux de participation : 37,9 % |      |       |

| Candidats conseiller #1 | Vote            | %               |
| ----------------------- | --------------- | --------------- |
| Denis Paquin            | Sans opposition | Sans opposition |

| Candidats conseiller #2            | Vote            | %               |
| ---------------------------------- | --------------- | --------------- |
| Thérèse Larose-D'Amours (Sortante) | Sans opposition | Sans opposition |

| Candidats conseiller #3     | Vote            | %               |
| --------------------------- | --------------- | --------------- |
| Josée Desrochers (Sortante) | Sans opposition | Sans opposition |

| Candidats conseiller #4  | Vote            | %               |
| ------------------------ | --------------- | --------------- |
| Claude Gingras (Sortant) | Sans opposition | Sans opposition |

| Candidats conseiller #5 | Vote            | %               |
| ----------------------- | --------------- | --------------- |
| François Côté (Sortant) | Sans opposition | Sans opposition |

| Candidats conseiller #6 | Vote            | %               |
| ----------------------- | --------------- | --------------- |
| Nicolas Beaulne         | Sans opposition | Sans opposition |